# Enshittification

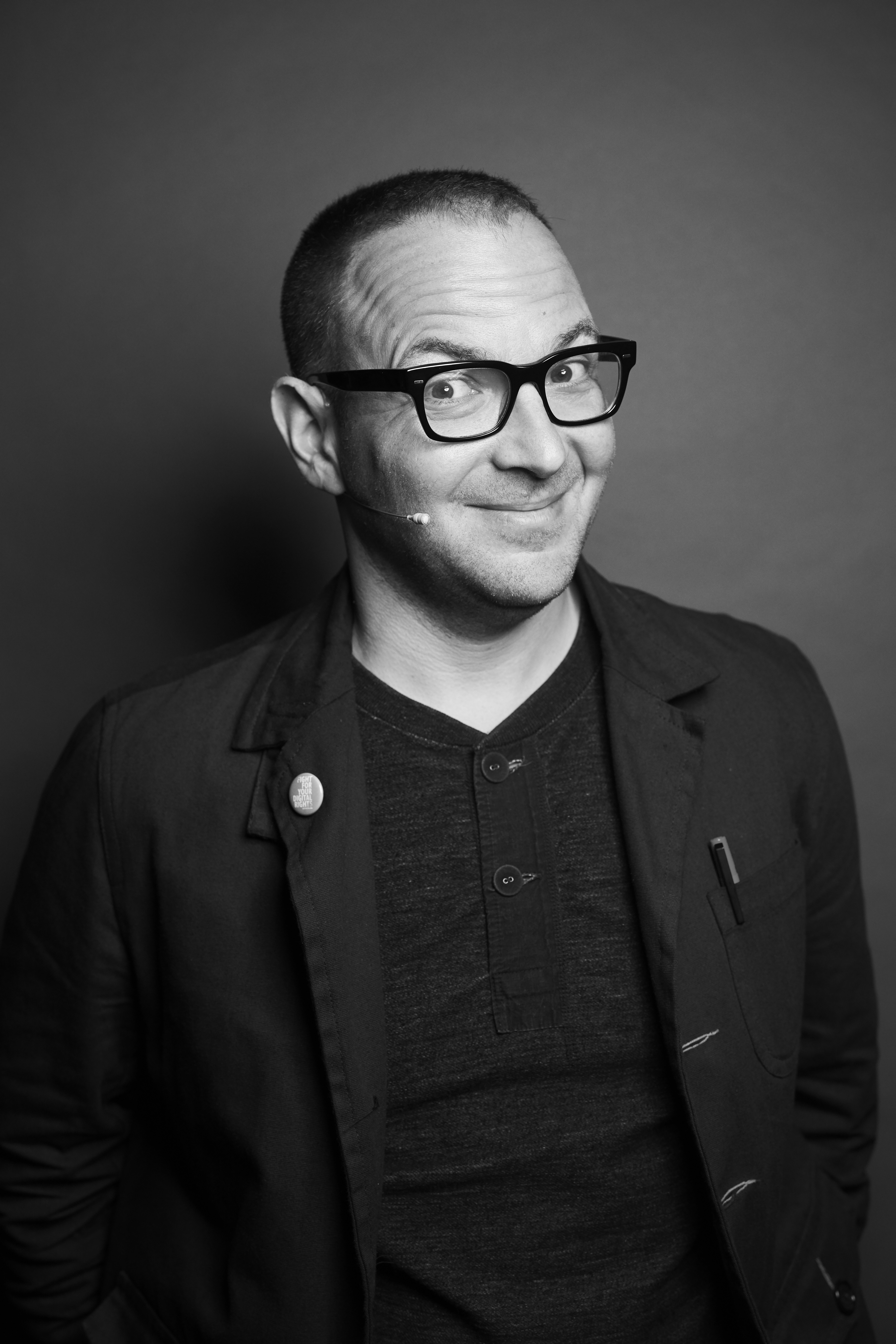
Cory Doctorow coniò il termine enshittification

Enshittification è un termine dispregiativo della lingua inglese che indica un peggioramento dei servizi delle piattaforme online nel corso del tempo. Spesso la parola viene usata per indicare quella situazione in cui servizi e venditori, dopo aver proposto offerte soddisfacenti per attrarre clienti, aumentano i prezzi per massimizzare i loro guadagni.

## Storia
Sebbene il fenomeno fosse stato già approfondito da altri, fu Cory Doctorow a coniare il termine enshittification  il novembre del 2022 su un blog. Il post sul quale era citata la parola venne poi ripubblicato nell'edizione del gennaio 2023 su Wired:
Enshittification fu eletta parola dell'anno 2024 dall'American Dialect Society.